# St. Michael (Bertoldshofen)

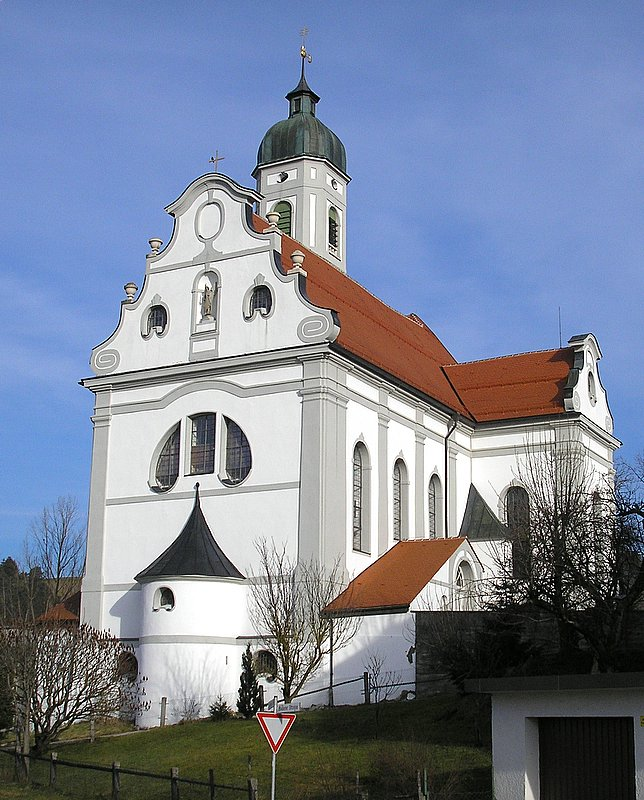
Ansicht von Südwesten

Die römisch-katholische Kirche St. Michael ist der Mittelpunkt des  Marktoberdorfer Stadtteiles Bertoldshofen im Landkreis Ostallgäu in Schwaben. Der Sakralbau gilt als eine der bedeutendsten barocken Landkirchen dieser Region. Die Wessobrunner Stuckaturen Ignaz Finsterwalders umrahmen einen umfangreichen Freskenzyklus einheimischer Meister. Er ist eine der Pfarrkirchen in der Pfarreiengemeinschaft Marktoberdorf im Dekanat Marktoberdorf des Bistums Augsburg.

## Geschichte

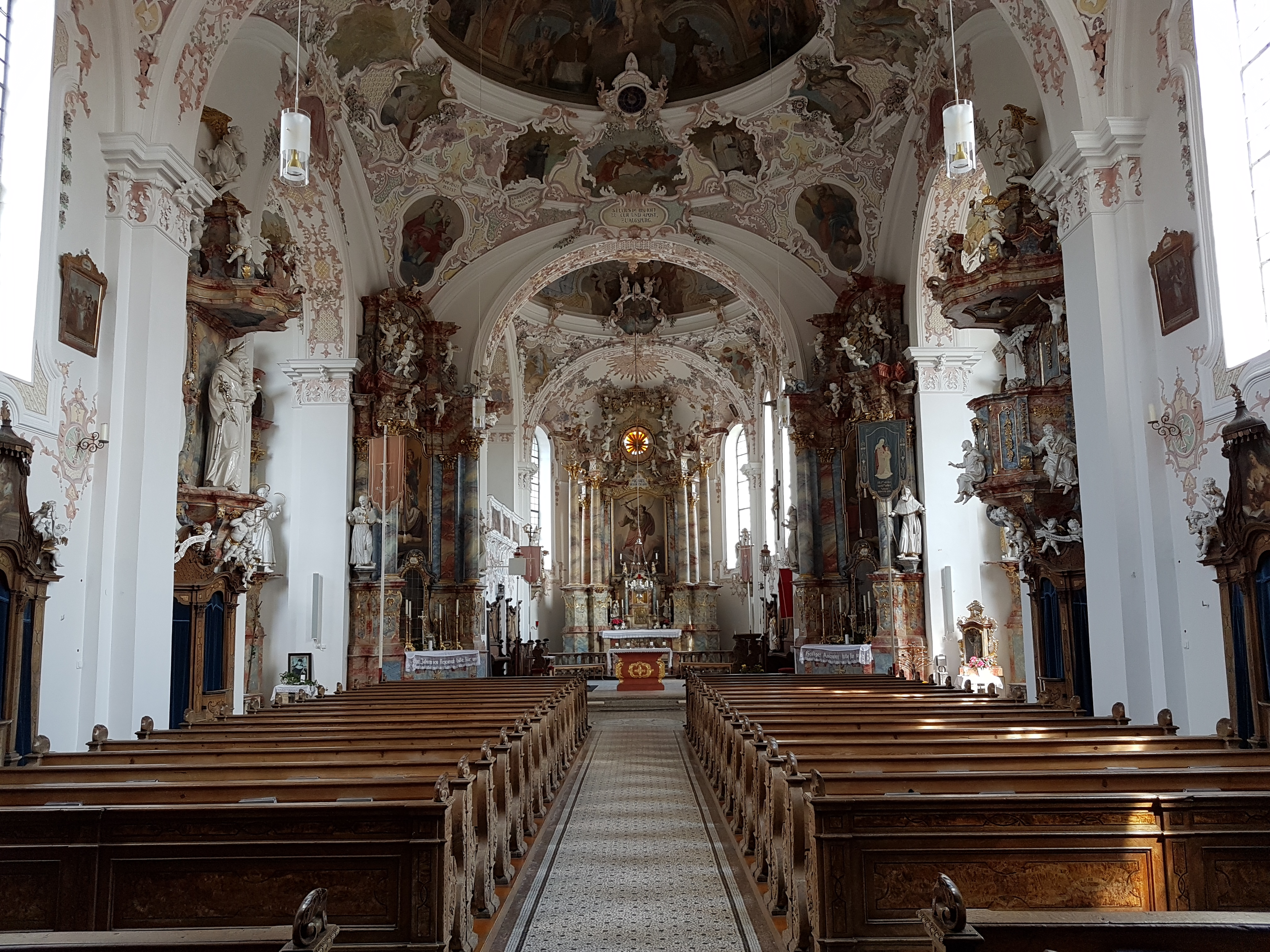
Innenraum nach Osten

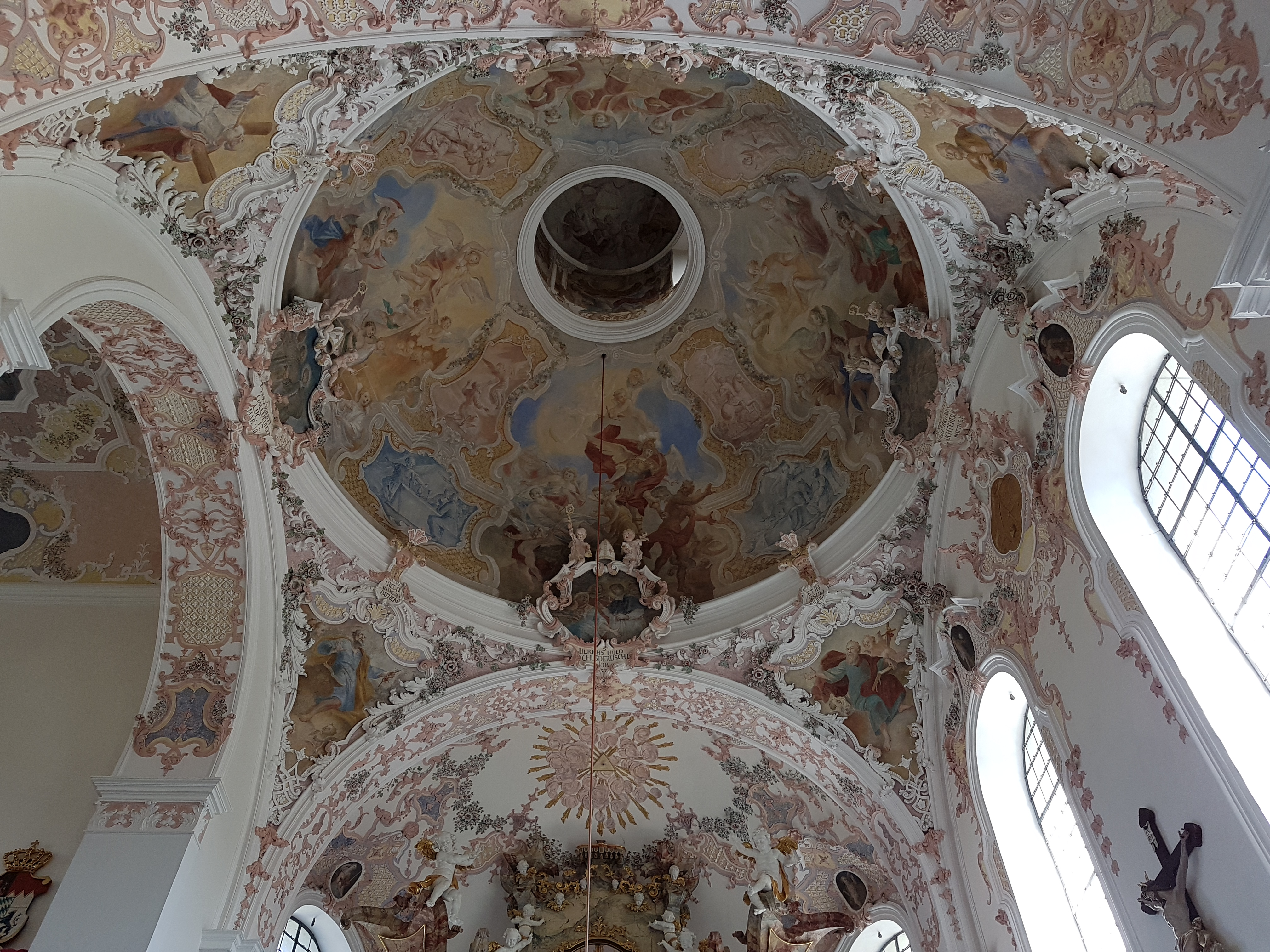
Blick ins Gewölbe

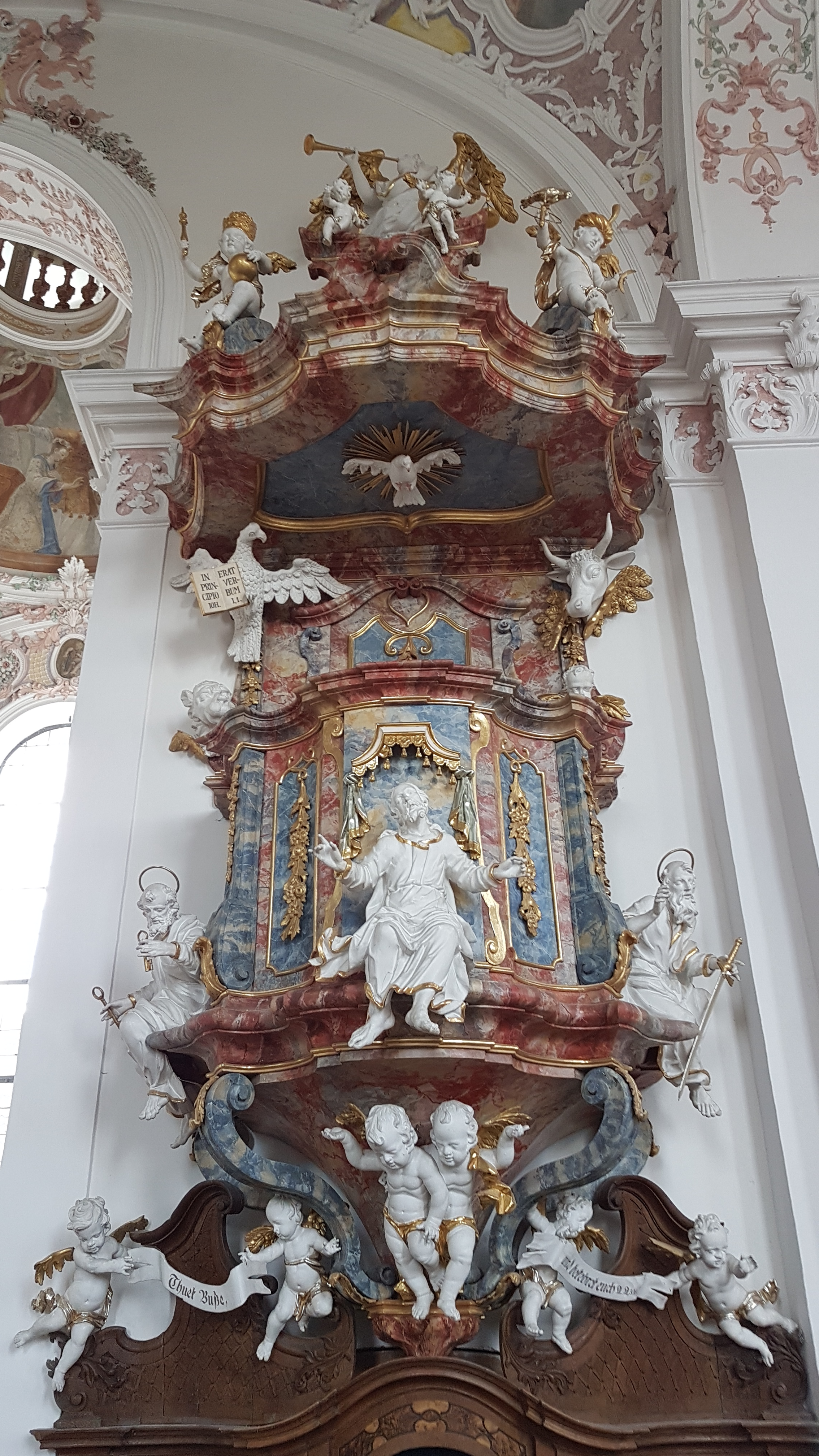
Kanzel

Der mittelalterliche Vorgängerbau wurde 1680/85 umgestaltet. Nach der Gründung der Antoniusbruderschaft (1684) entwickelte sich eine bedeutende Wallfahrt. Bereits 1720 plante man einen Um- bzw. Neubau der Kirche. Den endgültigen Entwurf lieferte Johann Georg Fischer (1673–1747) im Jahr 1727. Die Ausführung wurde Fischers Parlier (Polier) Paul Bienz übertragen. Der örtliche Bauführer war Thomas Windt. Bienz und Windt vollendeten den Rohbau bis 1731. Aus Kostengründen wurden der Turm und Teile der Umfassungsmauern der alten Kirche wieder verwendet.
Der Bauherr, Pfarrer Johann Ulrich Julius (Porträt an der Decke des Oratoriums), wollte den Neubau nach dem Muster der Grabkirche des hl. Antonius (Padua) in Padua aufführen. Hierzu begab er sich zusammen mit Fischer sogar auf eine Studienreise über die Alpen. Wegen der beschränkten finanziellen Mittel der Pfarrei mussten diese Pläne allerdings deutlich reduziert werden, so dass nur noch die Konstruktion der Kuppeln an das italienische Vorbild erinnert.
Bereits 1733 konnte der Bauherr die erste Messe im Kirchenraum feiern. Die abschließende Weihe des Gotteshauses erfolgte erst am 5. Oktober 1738. 1870 restaurierte die Gemeinde die Pfarrkirche. Der Außenbau wurde 1979/89 und 2002 saniert. Die Instandsetzung des Innenraumes erfolgte 2001.

## Beschreibung
St. Michael liegt auf einer niedrigen Anhöhe in der Dorfmitte und wird vom Gemeindefriedhof umgeben. Durch die Übernahme des älteren Turms kommt es zur Ausbildung von zwei Schaufassaden. Die Fronten werden von Volutengiebeln bekrönt und von Pilastern gerahmt. Aus der Nordfassade steigt der Turm mit Kuppel und Laterne empor, der von einer Seitenkapelle und der Sakristei flankiert wird.
Der Außenbau ist weiß verputzt, die Architekturgliederungen sind seit der letzten Sanierung wieder grau gefasst. Neben den Pilastern und Putzbändern gliedern hohe Rundbogenfenster die Flächen. Das große nierenförmige Westfenster verrät den Einfluss des Füssener Meisters Johann Jakob Herkomer, des Onkels Johann Georg Fischers. Darunter springt ein halbrundes Treppentürmchen aus, das den Zugang zu einer Gruftkapelle ermöglicht.

## Innenraum
Im kreuzförmigen Grundriss verbinden sich Lang- und Zentralbau zu einem wirkungsvollen barocken Raumkunstwerk, das durch die reichen Laub- und Bandelwerkstuckaturen und farbigen Fresken zusätzlich aufgewertet wird. Das kurze dreiachsige Langhaus wird von einer flachen Ovalkuppel überspannt. Über Vierung und Chor wölben sich freskierte Kuppeln mit Laternen. Auch die Seitenkapellen sind mit Kuppeln überwölbt.
Die Stuckarbeiten fertigte Ignaz Finsterwalder von 1730 bis 1733. Das Laub- und Bandelwerk wird durch Vogelpaare, Blumenkörbe, Putten und Landschaftsreliefs (Sakristei) bereichert.
Die Ausmalung des Kirchenraums schufen Anton Wenzeslaus Haffe und Matthias Wolcker (1733). Die Darstellungen folgen  einem komplizierten ikonographischen Programm. Im Langhaus erkennt man die Taufe Jesu, im Fresko der Vierung die Verherrlichung der hll. Antonius von Padua und Johannes Nepomuk. Im Chor sind Engelschöre mit den Erzengeln zu sehen, im Oratorium über der Sakristei findet sich die Darstellung der Ecclesia, der Personifizierung der Kirche, die über die „Irrlehren“ Luthers, Zwinglis, Calvins und Hus’ triumphiert (Andreas Bergmüller). Die Kartuschen neben den Kuppeln zeigen Heilige und Apostel.

## Ausstattung
Der Hochaltar (um 1736) und die Kapellenaltäre sind Schöpfungen von Leonhard Fischer, die Seitenaltäre werden Matthias Schäffler zugeschrieben. Die Bildhauerarbeiten stammen durchweg von Ignaz Hillenbrand. Das Altarblatt des Hochaltars mit der Darstellung des hl. Michael stammt von etwa 1870.
Die Seitenaltäre stehen schräg am Choreingang. Die gestaffelten, vierteiligen Säulenstellungen entsprechen der Gestaltung des Hochaltares.
Die Kanzel auf der Epistelseite (wie in Klosterkirchen des 18. Jahrhunderts üblich) schuf Gottlieb Dopfner um 1733. Die Statuetten stammen wieder von Hillenbrand. Auf dem Schalldeckel steht der Erzengel  Michael als Seelenwäger, begleitet von Putten, die die vier Erdteile symbolisieren, und umgeben von den Evangelistensymbolen. Der Kanzelkorb trägt Christus und die Apostel Petrus und Paulus. Die Raumsymmetrie wird durch ein Kanzelpendant mit dem Hl. Antonius von Padua auf der linken Langhausseite gewahrt.
Der Orgelprospekt entstand 1736/37. Das teilweise erhaltene Orgelwerk Georg Ehingers von 1736/37 wurde 1978/79 überarbeitet und restauriert.